# Bislamach-Brigade
Die Bislamach-Brigade (hebräisch חֲטִיבַת בִּיסְלָמָ״ח Chaṭīvat BīSlaMa"Ch, letzteres Wort ist das Akronym für בֵּית הַסֵּפֶר לִמְפַקְּדֵי כִּיתּוֹת וּמִקְצוֹעוֹת חֵיל הָרְגָלִים Bejt haSepher liMfaqq[ə]dej Kittōt ūMiqzōʿōt Chejl haRgalīm, deutsch ‚Schule für Zug-Kommandeure und Fachberufe der Infanterie‘), offiziell 828. Brigade (bis Ende 2005 772. Brigade Bislamach) ist ein Großverband des Israelischen Heeres. Infanterieschule samt Truppenübungsplatz befindet sich im Negev, wo auch die Bislamach-Brigade stationiert ist. Hier werden alle Aspekte der infanteristischen Gefechtsführung gelehrt. Die Bislamach-Brigade untersteht dem Infantry & Parachute Command.

## Geschichte
Während der Zweiten Intifada vor der Operation Regenbogen waren Teile der Bislamach-Brigade bei der Suche nach den sterblichen Überresten der Soldaten der Jahalomeinheit (einer Pioniereliteeinheit), die im Gazastreifen, an der Grenze zu Ägypten auf der Philadelphi-Passage, eingesetzt und in dem so genannten Transportpanzer-Desaster von Aufständischen am 12. November 2004 getötet worden waren. Nach der Operation Regenbogen nahmen Truppenteile der Brigade an der Umsetzung von Israels einseitigem Abkoppelungsplan im Gazastreifen teil.
Am 16. Oktober 2024 töteten Soldaten der Brigade den Hamas-Anführer Yahya Sinwar in Rafah,

## Auftrag
Die Bislamach-Brigade ist verantwortlich für Ausbildung und den Übungsbetrieb der BīSlaMa"Ch-Infanterieschule (בֵּית הַסֵּפֶר לִמְפַקְּדֵי כִּיתּוֹת וּמִקְצוֹעוֹת חֵיל הָרְגָלִים Bejt haSepher liMfaqq[ə]dej Kittōt ūMiqzōʿōt Chejl haRgalīm, deutsch ‚Schule für Zug-Kommandeure und Fachberufe des Fußkorps‘) des israelischen Heeres. Sie ist die zentrale Einrichtung ihre Art für alle israelischen Einheiten auch aus anderen Waffengattungen oder Teilstreitkräften. Beispielsweise erhalten hier auch Soldaten der Luftstreitkräfte und der Marine die infanteristischen Grund- oder Fortgeschrittenenausbildung, sofern erforderlich, wie zum Beispiel die Spezialeinheiten Schajetet 13 und die Jechidat Schaldag.

## Organisation
Der Verband setzt sich aus drei Einsatzbataillonen, dem 17., 450. und 906., und einem Unterstützungsbataillon zusammen. Obwohl eigentlich ein Ausbildungsverband, ist die Brigade voll gefechtsfähig und kann jederzeit bei besonderen Lagen oder im Kriegsfall entsprechend eingesetzt werden.